# Guitar Hero (videojoc)
|  | Per a altres significats, vegeu «Guitar Hero». |

Guitar Hero és un videojoc rítmic musical desenvolupat per Harmonix i publicat per RedOctane per la consola de videojocs PlayStation 2. És el primer títol dins de la saga de videojocs de Guitar Hero. El joc fou llançat el 8 de novembre de 2005 a Amèrica del Nord el 8 de novembre de 2005, a Europa el 7 d'abril i a Austràlia el 15 de juny de 2006. El desenvolupament del joc fou el resultat de la col·laboració entre RedOctane i Harmonix de portar un joc semblant a GuitarFreaks a Amèrica.
El joc inclou un controlador en forma de guitarra (semblant a una Gibson SG més petita) que el jugador utilitza per simular tocar rock. La jugabilitat és semblant a la de GuitarFreaks, en la qual el jugador prem botons al controlador de la guitarra al mateix temps que notes musicals apareixen en la pantalla. El joc inclou versions de 30 cançons rock populars d'entre els anys 1960 i 2005, a més de pistes addicionals. Guitar Hero esdevingué un èxit inesperat, sent aclamat per crítics i guanyant molts premis de publicacions importants de videojocs, i es va considerar un dels jocs més influencia'ls de la primera dècada del segle XXI. L'èxit del joc va comportar el llançament de la franquícia Guitar Hero, que ha guanyat més de 2 bilions de dòlars en vendes, amb altres seqüeles, expansions, i altres productes relacionats amb el joc.

## Desenvolupament
La idea de Guitar Hero està inspirada en el joc d'arcade GuitarFreks de Konami, on el jugador utilitzar una reproducció d'una guitarra per interaccionar amb el joc. Harmonix, que prèviament havia fet els videojocs musicals Frequency, Amplitude i Karaoke Revolution es va unir a RedOctane per desenvolupar el nou videojoc.
Després del desenvolupament, l'equip necessitava una llista de cançons pel joc final. Inicialment es van centrar en cançons de rock dur però estaven limitats per les llicències i sentien l'obligació d'incloure cançons clàssiques. Finalment es va contractar l'empresa WaveGroup Sound perquè realitzés les versions de la cançons amb llicència. Per a les cançons de bonificació es va organitzar un concurs per a bandes desconegudes on la cançó guanyadora s'incloïa al joc. Finalment, la llista de cançons final es va completar pocs dies abans del llançament del joc.
El joc va sortir a la venda amb el controlador de guitarra Gibson SG al preu inicial de 69.99$. Des de llavors, es van llançar altres còpies de jocs i altres guitarres dels distribuïdors RedOctane, TAC i Nyko.

## Jugabilitat

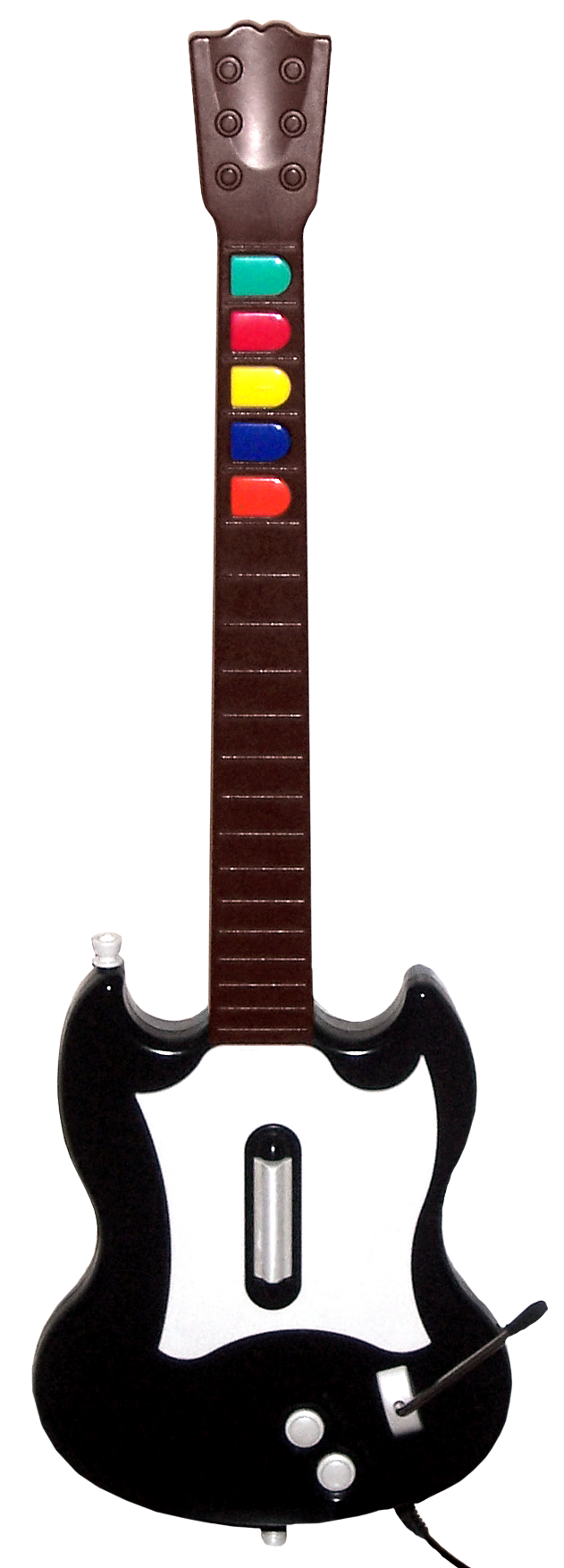
El controlador del joc que és una reproducció a escala 3/4 (aprox.) d'una Gibson SG

La jugabilitat és semblant a la d'altres videojocs musicals i rítmics, en el sentit que el jugador ha de prémer botons en un controlador alhora que unes notes musicals apareixen en la pantalla del joc per completar una cançó. La mecànica bàsica està basada en el joc de Konami GuitarFreaks. En el cas de Guitar Hero, el jugador tant pot utilitzar un perifèric en forma de guitarra (una reproducció a escala 3/4 de la guitarra Gibson SG inclosa en el joc, o una versió "third-party") o un controlador estàndard per tocar les notes. El controlador en forma de guitarra té botons (que representen trasts) de cinc colors diferents prop de la celleta del màstil de la guitarra, i una barra de "rascar" i una palanca de vibració al cos de la guitarra. El perifèric també té altres botons que permeten al jugador navegar dins dels menús del joc. La música es mostra a la pantalla gràcies a una sèrie de notes, que corresponen en color i posició als trasts, que passen de dalt a baix de la pantalla en el batedor d'una guitarra. Per tocar una nota, el jugador ha de moure cap avall la barra de rascar al mateix temps que la nota passa una àrea marcada en la pantalla, anomenades "fret boards". Es poden tocar sèries més ràpides de notes en el controlador de guitarra mitjançant les tècniques de hammer-on i pull-off on el jugador no ha de moure la barra sempre. El joc permet que tant dretans com esquerrans utilitzar el controlador de guitarra, canviant la configuració en el joc. Un jugador utilitzant el controlador estàndard simplament prem els botons que corresponen amb les notes mostrades com s'explica en el manual del joc.
El jugador es recompensa amb punts per tocar les notes, acords i sostinguts correctament. El jugador també pot incrementar un multiplicador de la puntuació tocant una sèrie de notes consecutives reeixidament. El "Rock Meter" meusra l'actuació del jugador basant-se en l'èxit o el fracàs en tocar les notes, i si el mesurador arriba a la seva part baixa, la cançó s'acabarà prematurament com a resultat del fracàs. El jugador també pot aconseguir "Star Power" tocant un seguit de notes que brillen correctament i utilitzant la palanca de vibració durant sostinguts. Un cop el mesurador d'"Star Power" està omplert com a mínim fins a la meitat, es pot activar movent el controlador de guitarra verticalment, o prement un botó específic en el controlador estàndard. L'activació de l'"Star Power" doblarà el multiplicador de la puntuació, i facilita que el Rock Meter estigui en nivells alts si es toquen les notes correctes. Així, els jugadors poden utilitzar estratègicament l'Star Power per tocar seccions difícils d'una cançó que podria haver acabat prematurament si no l'haguessin utilitzat.

### Modes i altres característiques
El mode de joc principal de Guitar Hero és el mode Carrera, on el jugador i un grup fictici de dins del joc viatgen en llocs ficticis on actuaran i toquen grups d'unes quatre o cinc cançons. En completar cançons en aquest mode, es desbloquegen les cançons perquè es puguin tocar en altres modes de joc diferents al de carrera. Els jugadors poden triar el seu personatge, que sortirà a l'escenari tocant amb la seva guitarra; això no afecta en la jugabilitat però sí en la imatge que apareixerà durant les actuacions. En el Mode Carrera, els jugadors poden guanyar diners de les seves actuacions, els quals es poden utilitzar per comprar cançons addicionals i guitarres, entre d'altres, dins de la botiga del joc. El mode "Quick Play" permet al jugador tocar qualsevol cançó desbloquejada anteriorment, seleccionant la dificultat, el personatge, l'escenari i la guitarra. Després de completar una cançó tant en mode Carrera com Quick Play, es dona al jugador una puntuació i una classificació donada amb estrelles, les quals només se'n poden obtenir entre 3 i 5. Aquest nombre d'estrelles depèn de l'actuació del jugador.
El mode multijugador ofereix la possibilitat que dos jugadors competeixin alhora en la mateixa cançó. Apareixeran dues "fret board" a la pantalla, una per a cada jugador, els quals s'alternen tocar seccions de cançons en una manera semblant a la d'un duel. El jugador amb la puntuació més alta al final de la cançó guanya.
Els quatre nivells de dificultat permeten a cada jugador una corba d'aprenentatge per tal d'ajudar-lo en el progrés de les seves habilitats. El primer nivell de dificultat, fàcil, només es concentra en els tres primers trasts amb una quantitat de notes molt reduïda. El nivell mitjà introdueix un quart trast i més notes, i el mode difícil afegeix l'últim trast com també notes addicionals. El mode expert no afegeix cap trast nou, però sí més notes disposades de tal manera que sigui un repte per al jugador.

## Banda sonora
El Guitar Hero ofereix 47 cançons, de les quals 30 conformen la llista principal i les 17 restants són de bonificació. La llista principal està formada per reedicions de cançons populars que van des dels anys 60 fins a l'actualitat. Com que es tracta de versions, quan apareixen per pantalla tenen el crèdit "as made famous by" ("famosa per"). Les cançons extres són gravacions d'una selecció de grups de música independents.

## Recepció
De bon principi, el joc va rebre ressenyes molt positives, bàsicament respecte a la banda sonora i al controlador en forma de guitarra, també es va destacar en alguns mitjans la corba gradual d'aprenentatge. La crítica principal va recaure en la manca de grups internacionals i en l'absència d'artistes originals.
Ràpidament va esdevenir en un èxit no esperat per la indústria, ja que es va convertir en el segon títol més venut per PlayStation 2 el febrer de 2006 i va aconseguir vendes milionàries. Aquest èxit va provocar que Harmonix comencés a treballar en successives seqüeles i s'ampliés la disponibilitat a altres plataformes.
Guitar Hero va guanyar nombrosos premis de diversos mitjans especialitzats entre els quals es destacaven el millor joc musical, la millor banda sonora i el millor perifèric (Gibson SG).